# Kecamatan Manna
Kecamatan Manna (indonesiska: Manna) är ett distrikt i Indonesien.   Det ligger i provinsen Bengkulu, i den västra delen av landet, 500 km väster om huvudstaden Jakarta.